# 闘争出版社
『闘争出版社』（ドイツ語: Kampfverlag）とは、1926年3月グレゴール、オットー・シュトラッサー兄弟らによって設立された国家社会主義ドイツ労働者党の出版社である。

## 概要
かつてナチス左派の影響下にあったナチ党の機関紙「国民社会主義通信(NS書簡)（Nationalsozialistische Briefe)」がバンベルク会議の後、グレゴールの私的な見解を伝えるジャーナルと化したうえ正式に党を代表するジャーナルではなくなった為、新たに出版社を設立することとなった。
1926年3月、兄弟はグレゴールがランツフートの薬局を抵当に入れて調達した資金とオットーがヘルトリングにあった会社をやめた際に得た退職金をもとに、「闘争出版社(Kampfverlag)」を設立し、ミュンヘン・ナチの息のかかった「フランツ・エーア出版社」に対抗して宣伝活動を続けていた。 
闘争出版社はハンマーと剣とハーケンクロイツが交差した図柄を商標としていた。闘争出版社は、さまざまの単行本の他にも
「ベルリン労働者新聞(Die Berliner Arbeiter ‐ Zeitung)」
「国民社会主義者(Der Nationale Sozialist)」
「ザクセン物見(Der Sächsische Beobachter)」
「マルク・ブランデンブルク物見(Der Märkische Beobachter)」
「ライン・ヴェストファーレン労働者新聞(Die Rheinisch Westfälische Arbeiter ‐Zeitung)」
「こぶし(Die Faust)」
等の週刊誌や日刊紙を次々に出し、当時のジャーナリズム界を牛耳っていたフーゲンベルク・コンツェルンに匹敵するジャーナリズム王国を打ち立てたものとして評価を受け、ナチス左派のみならず、「旧社会主義者(Altsozialisten)」、「ブント・オーバーラント」 (de)、「人狼団(Wehrwolf)」、ブント青年団などの、国民革命派がその論陣を張る場を提供した。
国会議員で人種派から別れてナチに鞍替えしたレーヴェントロー伯(de)や、シュテール、モサコーフスキー、エルンスト・フォン・ザロモンの兄ブルーノー・フォン・ザロモン (de)、ヘルベルト・ブランク、ルドルフ・ユング (de)らが闘争出版社に関係していた。

## 論争
こうした派手な出版活動はライバル誌であるゲッベルスの攻撃誌との激しい対立を生み双方の読者間の乱闘騒ぎにまで発展し、シュトラッサー兄弟は闘争出版社をベルリンからブランデンブルク管区に属すレーニッツに移した。
しかし、ゲッベルスのみならず、ヒトラーにとって目障りで脅威の存在となっていたことはいうまでもなく、1930年1月、ヒトラー、グレゴール、オットー、ヒンケル(de:Hans Hinkel)の会談がヘスやアマンも交えて開かれた。
ヒトラーは闘争出版社の活動を自粛するよう申し入れ、今度は出版社を買い取る意向を示した。軟化した態度を示すグレゴールは示談に乗ろうとしたが、オットーは激しく反対し、ヒトラーと闘鶏の如く対峙した。二人の会話は平行線を辿り、結局話は不調に終わった。
1930年4月、ザクセンの金属労働者のスト問題をめぐって闘争出版社の「ザクセン物見」がスト支持の態度を表明したのに反して、財政やフーゲンベルクや鉄兜団の反動保守勢力と連携を深めていたヒトラーが、ストに反対しなければナチへの資金援助を打ち切るとの電報を受け取ってオットーにスト支持の撤回を迫ったことはオットーとヒトラーの仲を更に嫌悪化させた。
5月21日・22日の2日間に渡りサンスシー・ホテルにて再び行われたが、二人の話し合いは1月の会談と同様またもやもの別れに終わった。

## 脱党声明、そして終焉
1930年7月3日、オットーはもはやこれまでとヒトラーに最後通牒を送り、ヒトラーがこれを黙殺したのは言うまでもない。
こうしてオットーを中心とした党内左派グループは1930年7月4日
『ソーシャリスト、ナチ党を去る(Die Sozialisten verlassen die NSDAP.)』
という声明文を出して党を去っていった。
彼らと心情を同じくするとはいえ、グレゴールをはじめ、一部のナチス左派の幹部は党内にとどまった。
（脱党声明文「ソーシャリスト、ナチ党を去る」より一部抜粋）
同年10月1日を以て闘争出版社は閉鎖された。

## 脱党名簿
| 名簿                                              | 役職・所属組織                                                                                                  |
| ------------------------------------------------- | --- |
| オットー・シュトラッサー(Otto Strasser)           | 国家社会主義管区事業団 闘争出版 宣伝部長兼編集長                                                                |
| ブルーノ・ブーフルッカー (Bruno Ernst Buchrucker) | 黒い国防軍指揮官                                                                                                |
| クルト・ブラント(Kurt Brandt)                     | ノイケルン区党員(Sektion Neukölln)                                                                              |
| パウル・ブリンクマン(Paul Brinkmann)              | レーニッツ(de管区指導者(Ortsgruppe Lehnitz)                                                                     |
| ベルンハルト・エーガー(Bernhard Eger)             | フリーデナウ区党員(Sektion Friedenau)                                                                           |
| パウル・ガルス(Paul Gallus)                       | リヒターフェルデ＝ランクヴィツ区(Sektion Lichterfelde-Lankwitz)                                                 |
| F・ガウデーク(F. Gaudek)                          | ブリーゼラング管区指導者(Ortsgruppe Brieselang)                                                                 |
| グリークシュ＝フランケ(Grieksch-Franke)           | ポツダム地域団体(Ortsgruppe Potsdam)                                                                            |
| フリードリヒ・ヘアマン(Friedrich Herrmann)        | ヴィルマースドルフ区党員(Sektion Wilmersdorf)                                                                   |
| アルベルト・ヤークバイト(Albert Jacubeit)         | フリーデナウ区街頭指導者(Straßen-Zellen-Leiter Sektion Friedenau)                                               |
| カウム(Kaumm)                                     | ノイケルン区党員(Sektion Neukölln)                                                                              |
| ヴィレム・コルン(Willern Korn)                    | ブランデンブルク・ナチ指導者学校(Leiter der nationalsoz.Führerschulen Brandenburg)                              |
| ギュンター・キュープラー(Günther Kübler)          | ブランデンブルク大管区指導者(Gau Brandenburg)                                                                   |
| ヘルベルト・ブランク(Herbert Blank)               | |
| ルドルフ・マンスケ(Rudolf Manske)                 | ノイケルン区党員(Sektion Neukölln)                                                                              |
| E・モーサコフスキー(E. Mossakowsky)               | ナチス新聞協議会主筆(Schriftleiter d. Nat. Soz.Pressekonferenz)                                                 |
| アルフレート・レシュケ(Alfred Raeschke)           | ノイケルン区指導者( Sektionsleiter, Sektion Neukölln)                                                           |
| ルドルフ・レシュケ(Rudolf Raeschke)               | ノイケルン区党員)(Sektion Neukölln)                                                                             |
| フリードリヒ・ライヒ(Friedrich Reich)             | フリーデナウ区街頭指導者(Straßen-Zellen-Leiter Sektion Friedenau)                                               |
| リヒャルト・シャーケ(Richard Schake)              | メクレンブルク＝リューベック管区ヒトラー・ユーゲント指導者(früher Hitler-Jugend-Führer, Gau Mecklenburg-Lübeck) |
| エーヴァルト・シュテファーン(Ewald Stephan)       | ブリーゼラング管区指導者(Ortsgruppe Brieselang)                                                                 |
| カール・フォークト(Karl Vogt)                     | ブリッツ区党員(Sektion Britz)                                                                                   |
| ホルスト・ヴォアー(Horst Wauer)                   | フリーデナウ区党員(Sektion Friedenau)                                                                           |
| ヴェッテリング(Wettering)                         | |
| アルフレート・ヴィルディース(Alfred Wildies)      | ノイケルン区党員(Sektion Neukölln)                                                                              |
| G・ツァーヴァッキ(G. Zawacki)                     | パンコフ区党員(Sektion Pankow)                                                                                  |